# Phaëton (ópera)
Phaëton (en español, Faetón, LWV 61) es una tragédie en musique en un prólogo y cinco actos, compuesta por Jean-Baptiste Lully con libreto elaborado a partir de las Metamorfosis, de Ovidio, por Philippe Quinault, representada el 6 de enero de 1683 en Versalles, en un escenario construido por Carlo Vigarani en la arena de la Grande Écurie. Una docena de actuaciones se llevaron a cabo, y el rey asistió casi todos los días. Berain fue elogiado por el diseño del vestuario.
En París, en el Teatro del Palais-Royal se lanzó un reestreno el 27 de abril, con decorados y máquinas de Berain, y se mantuvo en escena hasta enero de 1684, con una interrupción debido a la muerte de la reina María Teresa, el 30 de julio. La ópera fue tan popular entre los parisinos que fue apodada "l'opéra du peuple" ("la ópera del pueblo").
Lully hizo que Quinault cambiara más de veinte veces escenas completas, pues deseaba que Faetón no fuera ambicioso ni brutal.
La escena final causó una profunda impresión; cuando el carro y su auriga se precipitan al mar embravecido y un gran terror invade a los habitantes de la Tierra.
Phaëton fue representada en Aviñón en julio de 1687, y elegida para la inauguración de la Academia Real de Música de Lyon, 3 de enero de 1688. La esperaban con tal ansia que los espectadores aceptaron ver los ensayos. Se representó cuatro veces por semana durante seis meses (excepto en Semana Santa) en la sala de jeu de paume, ubicada en la rue Pizay, alquilado por Jean-Pierre Legay y dos socios, tras haber obtenido un privilegio durante tres años de los herederos de Lully, el 17 de septiembre de 1687. Desde diciembre de 1688 hasta febrero de 1689 se contaron 99 actuaciones y como casi todas las óperas de Lully, siguió representándose con regularidad a lo largo del siglo XVIII, recibiendo siempre grandes elogios, hasta que todas las obras musicales del Antiguo Régimen fueron prohibidas y olvidadas al estallar la Revolución Francesa.

## Personajes
| Prólogo | Prólogo | Prólogo                   | Prólogo          |
| Personaje | Descripción | Tesitura                  | Reparto original |
| --- | --- | ------------------------- | ---------------- |
| Astrée | Astrea, una diosa. | soprano                   | Fanchon Moreau?  |
| Saturne | Saturno, un dios de una época anterior. | bajo                      | ?                |
| Compañeros de Astrée; seguidores de Saturne y Astrée | Compañeros de Astrée; seguidores de Saturne y Astrée | N/A                       | ?                |
| Tragedia | |                           |                  |
| Personaje | Descripción | Tesitura                  | Reparto original |
| Libie | Libia, hija de Mérope de su primera esposa | soprano                   | ?                |
| Théone | Teona, hija de Proteo, amante de Phaëton. | soprano                   | ?                |
| Phaëton | el hijo de Climène y el Soleil. | haute-contre o tenor alto | ?                |
| Climène | Climenes, hija del Océano, segunda esposa de Merops. | soprano                   | ?                |
| Protée | Proteo, un dios marino, vaquero de Triton. | barítono                  | ?                |
| Triton | un dios marino, hermano de Climène. | haute-contre              | ?                |
| Epaphus | un hijo de Júpiter, amante de Libia. | barítono                  | ?                |
| Merops | rey de Egipto | bajo                      | ?                |
| Le Soleil | el Sol, un dios | haute-contre              | ?                |
| Une Bergère égyptienne | Una pastora egipcia | ?                         | ?                |
| La Terre | La Tierra, una diosa | tenor                     | ?                |
| Jupiter | rey de los dioses | bajo                      | ?                |
| Seguidores de Triton; reyes y tributarios de Merops; egipcios, etíopes, indios; seguidores de Phaëton; sacerdotisas; devotos de Isis; Furias; Horas del día; La cuatro estaciones. | Seguidores de Triton; reyes y tributarios de Merops; egipcios, etíopes, indios; seguidores de Phaëton; sacerdotisas; devotos de Isis; Furias; Horas del día; La cuatro estaciones. | N/A                       | ?                |